# Hemimeniidae
De Hemimeniidae is een familie van weekdieren uit de orde Neomeniamorpha.

## Geslachten
- Archaeomenia Thiele, 1906
- Hemimenia Nierstrasz, 1902